# 曹嘉
曹嘉（1493年—？），字仲禮，號漫山，河南開封府扶溝縣民籍，陝西寧州（今甘肅寧縣）人，明朝政治人物。

## 生平
河南鄉試第四十五名舉人。正德十二年（1517年）中式丁丑科會試第一百二十六名，登第三甲第一百一十四名進士。選翰林院庶吉士，拟授御史，十四年三月因疏諫武宗南巡，忤旨，外补大名府推官。
世宗即位，十六年七月復除浙江道御史，嘉靖二年（1523年）三月以言事贬昌邑县知县，三年八月復原职，四年十一月復除江西道御史，嘉靖十年（1531年）出任直隸真定府知府，十一年正月升山西按察司副使，历陕西布政司参政，十六年五月升福建按察使，改山西按察使，十八年八月官至江西右布政使。二十年吏部考察天下方面官，以不谨革职闲住。

## 家族
曾祖曹慶；祖父曹驥；父曹經，母李氏。具庆下。兄曹厚。弟曹慎。